# Нейрофибромин
Нейрофибромин — (англ. Neurofibromin 1, neurofibromatosis-related protein NF-1) — белок, закодированный у человека геном NF1. Мутации в гене NF1 связаны с нейрофиброматозом первого типа.

## Функции
Ген NF1 кодирует белок нейрофибромин, который по-видимому, является негативным регулятором пути передачи сигнала через белок Ras.
NF1 обнаружен в постсинаптических мембранах у млекопитающих, где он связан с NMDA-рецептором. NF1 регулирует активность ГТФазы HRAS, что приводит к гидролизу GTP и её инактивации. В синапсе HRAS активирует ген Src, продукт которого фосфорилирует GRIN2A и приводит к включению последнего в синаптическую мембрану.
NF1 также взаимодействует с CASK через посредник синдекан — компонент комплекса KIF17/ABPA1/CASK/LIN7A, транспортирующий GRIN2B в синаптическом окончании. Что указывает на роль NF1 в транспорте субъединиц NMDA-рецептора к синаптическому окончанию. NF1 также участвует в пути ATP-PKA-cAMP в синапсе в результате модификации аденилатциклазы. Также NF1 связан с кавеолином 1, белком, регулирующим активность p21ras, протеинкиназы С и ростовых факторов.

## Клиническое значение
Изучение мутаций, связанных с нейрофиброматозом первого типа, привело к открытию гена NF1. Мутации в NF1 приводят также к ювенильному миеломоноцитарному лейкозу и синдрому Уотсона.